# E261 (trasa europejska)
E261 – trasa europejska zaliczona do kategorii B – będących odgałęzieniami, odnogami i trasami łącznikowymi; wiodąca przez Polskę – oficjalnie ze Świecia przez Bydgoszcz, Poznań do Bielan Wrocławskich k. Wrocławia (przez województwa: kujawsko-pomorskie, wielkopolskie i dolnośląskie). E261 stanowi fragment polskiej drogi krajowej nr 5.
Jako jedyna z tras europejskich przebiegających w Polsce nie przekracza granicy państwa.
Na niektórych mapach i atlasach drogowych jej przebieg wydłużany jest do Bolkowa.
Do ważniejszych miejscowości na trasie E261 należą:
- Nowe Marzy (A1, DK91)
- Świecie (DK91) – obwodnica S5
- Bydgoszcz (DK10, DK25, DK80) – obwodnica S5
- Szubin – obwodnica S5
- Żnin – obwodnica S5
- Gniezno (DK15) – obwodnica S5
- Poznań (A2, S11, DK92) – obwodnice: wschodnia S5, południowa A2/S5/S11
- Stęszew (DK32) – obwodnica S5
- Kościan – obwodnica S5
- Śmigiel – obwodnica S5
- Leszno (DK12) – obwodnica S5
- Rydzyna – obwodnica S5
- Bojanowo – obwodnica S5
- Rawicz (DK36) – obwodnica S5
- Żmigród – obwodnica S5
- Trzebnica (DK15) – obwodnica S5
- Wrocław (A8, DK94) – obwodnica śródmiejska
- Bielany Wrocławskie (A4, DK35)